# Parafia Podwyższenia Krzyża Świętego w Dąbrowie Górniczej
Parafia Podwyższenia Krzyża Świętego w Dąbrowie Górniczej – rzymskokatolicka parafia, położona w dekanacie dąbrowskim – Najświętszego Serca Pana Jezusa, diecezji sosnowieckiej, metropolii częstochowskiej.
Została erygowana 23 maja 1958 roku przez bpa Zdzisława Golińskiego.